# Recilia parapruthii
Recilia parapruthii är en insektsart som beskrevs av Chalam och Rama Subba Rao 2005. Recilia parapruthii ingår i släktet Recilia och familjen dvärgstritar. Inga underarter finns listade i Catalogue of Life.